# Albert Emil Nüscke

Albert Emil Nüscke zu Ende der 1870er Jahre

Albert Emil Nüscke (* 6. Oktober 1817 in Stettin; † 24. September 1891 in Grabow) war ein deutscher Schiffbauer und Werftbesitzer.

## Leben und Wirken
Albert Emil Nüscke war ein Sohn des Seekapitäns Michael Nüscke und dessen Ehefrau Anna Elisabeth, geborene Retzlaff. Das Schiffsbaugewerbe erlernte er bei seinem Onkel Johann Christian Nüscke, der seine Werft 1815 wegen Raumnot von der Schiffbaulastadie in Stettin auf sein eigenes Grundstück in Grabow verlegt hatte. Die praktische Ausbildung ergänzte er durch theoretische Studien in Berlin, auf der 1834 in Stettin gegründeten Schiffsbauschule und in England.
1845 verkaufte der 65-jährige Johann Christian Nüscke seine Werft für 9000 Taler an seinen Neffen. Schon im Jahr 1846 baute Albert Emil Nüscke fünf neue Schiffe, darunter die Cammin, einer der ersten Versuche des Stettiner und Grabower Schiffsbaus im Dampf- und Räderantrieb. 1859 baute Nüscke die beiden Kanonenboote Salamander und Schwalbe für die preußische Marine.
Neben seinem Beruf war Nüscke ab 1863 viele Jahre Ratsmann, von 1872 bis 1878 Ratsherr in Grabow. 1864 wurde er zum technischen Mitglied der Schuldeputation ernannt, 1871 zum städtischen Branddirektor. 1867 wurde Nüscke auf Vorschlag der Vorsteher der Stettiner Kaufmannschaft zum Sachverständigen des See- und Handelsgerichts in Stettin ernannt.
Nüscke war verheiratet mit Johanne Marie Dürr aus Grabow. Seine Tochter heiratete einen Navigationsschullehrer. Sein einziger Sohn Johann M. Fr. Nüscke wurde Kapitän auf großer Fahrt, eignete sich eine gründliche fachmännische Ausbildung im Schiffsbau an, trat später die Leitung der väterlichen Werft an und begann 1890 mit dem Eisenschiffsbau.
Albert Emil Nüscke wurde auf dem Friedhof seiner Stadt Grabow beerdigt.

## Schiffsbauten (Auswahl)
- 1844/45: Trotz dem Hertha. Brigg für die Reederei Hellwig & Sanne in Stettin
- 1846: Bravo. Brigg für die Reederei J. G. Weidner und Sohn in Stettin
- 1854: Von der Heydt. Bark für die Reederei Ferdinand Brumm in Stettin
- 1856/57: Ferdinand Nieß. Klipper erster Klasse (über 500 Lasten) für die Reederei Ferdinand Brumm in Stettin
- 1857: Heros. Klipper (420 Lasten) für die Reederei Wilhelm Schlutow in Stettin
- 1857: Der Ost und Der West. Klipper (etwa 400 Lasten) für die Reederei Wilhelm Schlutow in Stettin